# Veere
Veere es una ciudad y un municipio neerlandés de la provincia de Zelanda. Está situada a orillas del lago Veerse, en la isla de Walcheren.

## Historia
El nombre de la ciudad significa balsa, y fue establecida tras una estancia de Wolfert van Borsselen en el lugar que ocupa el año 1281, recibiendo privilegios de ciudad en 1355.
En 1488 se estableció el Almirantazgo de Veere, como resultado de una ordenanza fechada el 8 de enero de ese año, en un intento de crear un centro naval en los Países Bajos Borgoñones. A él se le subordinó el vicealmirantazgo de Flandes, con sede en Dunkerque (hoy Francia). En 1560, bajo el almirante Felipe de Montmorency, la sede se trasladó a Gante. En 1561 las fuerzas navales de los Habsburgo se centraron en Veere.
Veere fue puerto escocés entre 1541 y 1799. Los arquitectos Antonis Keldermans y Evert Spoorwater proyectaron las fortificaciones y el ayuntamiento, entre otras obras importantes de la ciudad.
Durante los siglos XVII y XVIII Veere fue una ciudad comercial próspera, cuyas murallas contenían unas 750 residencias. 
En 1961 la flota pesquera de la ciudad se trasladó a Colijnsplaat, y hoy la ciudad vive fundamentalmente del turismo.
La longitud de la costa de Veere es de 34 km.

## Localidades
Localidades del municipio y población de las mismas en 2003:
- Aagtekerke (1479)
- Biggekerke (895)
- Domburgo (1481)
- Gapinge (522)
- Grijpskerke (1377)
- Koudekerke (3620)
- Meliskerke (1477)
- Oostkapelle (2451)
- Serooskerke (1833)
- Veere (1520)
- Vrouwenpolder (1125)
- Westkapelle (2672)
- Zoutelande (1593)